# 蒙哥馬利-斯摩利鎮區 (阿肯色州門羅縣)
蒙哥馬利-斯摩利鎮區（英語：Montgomery-Smalley Township）是位於美國阿肯色州門羅縣的一個行政鎮區。

## 地方資料
蒙哥馬利-斯摩利鎮區的面積為202.19平方千米，當中陸地面積為195.27平方千米，而水域面積為6.92平方千米。根據2010年美國人口普查的數據，當地共有人口134人，而人口密度為每平方千米0.66人。